# Escut de Garrigàs
L'escut oficial de Garrigàs té el següent blasonament:
Escut caironat: de sinople, un garric d'or. Per timbre, una corona mural de poble.

## Història
Va ser aprovat el 24 de novembre del 2000 i publicat al DOGC el 27 de desembre del mateix any amb el número 3292.
La branca de garric és un element parlant relatiu al nom del poble.